# 船帆座GX
船帆座GX，又名CD-44 5206，HD 79186、SAO 220928、HR 3654，是船帆座的一颗恒星，视星等为5，位于銀經267.36，銀緯2.25，其B1900.0坐标为赤經9h 7m 26.6s，赤緯-44° 2.25′ 31″。